# Гуренко, Кузьма Иосифович
Кузьма Иосифович Гуренко (11 октября 1909, Дмитровка, Херсонская губерния — 21 августа 1944, Олонештский район, Бендерский уезд) — ефрейтор Рабоче-крестьянской Красной армии, участник Великой Отечественной войны, Герой Советского Союза (1945).

## Биография
Родился 11 октября 1909 года в селе Дмитровка (ныне — Знаменский район Кировоградской области Украины) в крестьянской семье.
Окончил начальную школу. Проживал в Грозном, работал электрослесарем на нефтепромыслах. Несмотря на то, что имел бронь, добровольно пошёл на службу в Рабоче-крестьянскую Красную армию в 1942 году. Участвовал в битве за Кавказ, освобождении Нальчика, Невинномысска, Армавира, Славянска-на-Кубани, прорыве «Голубой линии», освобождении Украинской ССР, битве за Днепр.
К августу 1944 года гвардии ефрейтор Кузьма Гуренко был стрелком 60-го гвардейского стрелкового полка 20-й гвардейской стрелковой дивизии 37-й армии 3-го Украинского фронта. Отличился во время Ясско-Кишинёвской операции.
В августе 1944 года в районе села Ермоклия Суворовского района Молдавской ССР (ныне — Штефан-Водский район Молдавии) противник, пытаясь прорваться из окружения, бросил в контратаку против советских частей крупные силы пехоты и танков. 21 августа противник атаковал высоту, удерживаемую ротой, в составе которой находился Гуренко. В бою вражеские войска понесли большие потери, однако сильно потеряла в личном составе и рота. Гуренко получил ранения в плечо и руку, но когда к его окопу приблизились немецкие танки, он подбил два из них, а под третий бросился с оставшимися гранатами, уничтожив его, но и сам погиб при этом. Действия Гуренко способствовали удержанию высоты ротой. Он был похоронен в братской могиле у села Поповка Суворовского района.
Указом Президиума Верховного Совета СССР от 24 марта 1945 года за «образцовое выполнение боевых заданий командования на фронте борьбы с немецкими захватчиками и проявленные при этом исключительный героизм и самопожертвование» гвардии ефрейтор Кузьма Гуренко посмертно был удостоен высокого звания Героя Советского Союза. Также посмертно был награждён орденом Ленина. Навечно зачислен в списки личного состава воинской части.

## Память
- Имя на Стеле Героев в Кривом Роге;
- На месте подвига Гуренко установлен обелиск;
- В его честь названы улицы в Ермоклии и Грозном[1].
- Средняя школа номер 10 Старапромысловского района города Грозного носила имя героя.
- В 1967 году на здании нефтегазодобывающего управления «Старогрознефть» в Грозном была установлена мемориальная доска[2]:

Герой Советского Союза гвардии ефрейтор Гуренко Кузьма Иосифович, 1909 года рождения, работал на нефтяных промыслах треста «Старогрознефть» с июля 1939 по март 1942 г. электрослесарем конторы подсобных предприятий. Находясь на фронте Великой Отечественной войны совершил героический подвиг. Погиб в бою за Советскую Родину 21 августа 1944 года. Вечная слава героям, погибшим в боях за нашу Советскую Родину!